# بث هارمون
الیزابت "بث" هارمون (به انگلیسی: Elizabeth "Beth" Harmon) شخصیت تخیلی آمریکایی و قهرمان اصلی رمان گامبی وزیر اثر والتر تویس و مینی سریال درام نتفلیکس با همین نام است که در آن توسط آنیا تیلور-جوی به تصویر کشیده شده است.
بازی تیلور جوی در نقش بث مورد تحسین منتقدان قرار گرفت. او برای این نقش‌آفرینی، نامزد جایزه امی ساعات پربیننده برای بهترین بازیگر زن در مجموعه تلویزیونی کوتاه یا فیلم تلویزیونی شد. او همچنین برنده جایزه گلدن گلوب بهترین بازیگر زن – مجموعه تلویزیونی کوتاه یا فیلم تلویزیونی و جایزه انجمن بازیگران فیلم برای بهترین بازیگر نقش زن برای سریال کوتاه یا فیلم تلویزیونی شد.

## زندگینامه شخصیت
بث هارمون پس از آنکه در هشت سالگی مادرش را در یک تصادف رانندگی از دست می‌دهد، یتیم می‌شود. او که در پرورشگاهی در کنتاکی بزرگ می‌شود، به کمک آقای شایبل  سرایدار آنجا به یادگیری شطرنج می‌پردازد و به زودی به یک اعجوبه شطرنج تبدیل می‌شود. بث در حالی که در یتیم‌خانه به سر می‌برد، با اعتیادش به داروهای آرام‌بخش مبارزه می‌کند. او در نوجوانی به فرزندخواندگی پذیرفته می‌شود و پیشرفت سریع خود را در دنیای شطرنج آغاز می‌کند، آنچنان که در نهایت شطرنج‌بازان بزرگ شوروی را به چالش می‌کشد. اما با افزایش مهارت و شهرت‌اش، وابستگی او به مسکن‌ها و در نهایت به الکل افزایش می‌یابد.